# Coupe Kelly

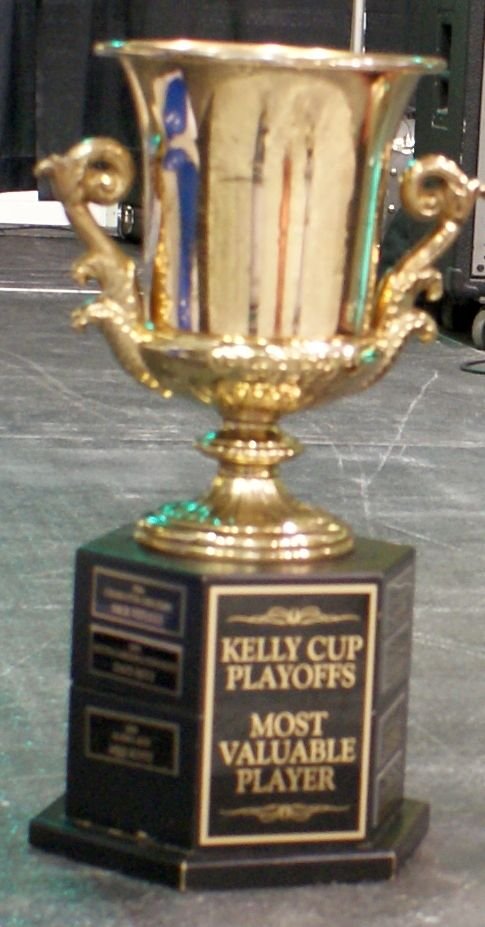
Le trophée de joueur par excellence en la coupe Kelly.

La coupe Kelly est une récompense de hockey sur glace qui est remise chaque année au vainqueur des séries éliminatoires de l'ECHL. 
La coupe Kelly, qui tire son nom du premier commissionnaire de la ligue, Patrick J. Kelly, est remise depuis le début de l'ECHL mais se nommait auparavant la coupe Riley. La coupe a changé de nom en 1997.
Dix-huit franchises différentes ont gagné la Coupe et les équipes suivantes l'ont gagnée à plusieurs reprises :
- Everblades de la Floride (4 fois),
- Aces de l'Alaska (3),
- Admirals de Hampton Roads (3),
- Stingrays de la Caroline du Sud (2),
- Storm de Toledo (2),
- Eagles du Colorado (2).

## Coupe Riley
| Année | Champion                    | Score | Finaliste                     | Joueur par excellence        |
| ----- | --------------------------- | ----- | ----------------------------- | ---------------------------- |
| 1989  | Thunderbirds de la Caroline | 4–3   | Chiefs de Johnstown           | Nick Vitucci                 |
| 1990  | Monarchs de Greensboro      | 4–1   | Thunderbirds de Winston-Salem | Wade Flaherty                |
| 1991  | Admirals de Hampton Roads   | 4–1   | Monarchs de Greensboro        | Dave Flanagan et Dave Gagnon |
| 1992  | Admirals de Hampton Roads   | 4–0   | Icehawks de Louisville        | Mark Bernard                 |
| 1993  | Storm de Toledo             | 4–2   | Thunderbirds de Wheeling      | Rick Judson                  |
| 1994  | Storm de Toledo             | 4–1   | Ice Caps de Raleigh           | Dave Gagnon                  |
| 1995  | Renegades de Richmond       | 4–1   | Monarchs de Greensboro        | Blaine Moore                 |
| 1996  | Checkers de Charlotte       | 4–0   | Lizard Kings de Jacksonville  | Nick Vitucci                 |

## Coupe Kelly
| Année | Champion                                            | Score                                               | Finaliste                                           | Joueur par excellence                               |
| ----- | --------------------------------------------------- | --------------------------------------------------- | --------------------------------------------------- | --------------------------------------------------- |
| 1997  | Stingrays de la Caroline du Sud                     | 4–1                                                 | IceGators de la Louisiane                           | Jason Fitzsimmons                                   |
| 1998  | Admirals de Hampton Roads                           | 4–2                                                 | Ice Pilots de Pensacola                             | Sébastien Charpentier                               |
| 1999  | Sea Wolves du Mississippi                           | 4–3                                                 | Renegades de Richmond                               | Travis Scott                                        |
| 2000  | Rivermen de Peoria                                  | 4–2                                                 | IceGators de la Louisiane                           | Jean-François Boutin et Jason Christie              |
| 2001  | Stingrays de la Caroline du Sud                     | 4–1                                                 | Titans de Trenton                                   | Dave Seitz                                          |
| 2002  | Grrrowl de Greenville                               | 4–0                                                 | Bombers de Dayton                                   | Simon Gamache et Tyrone Garner                      |
| 2003  | Boardwalk Bullies de Atlantic-City                  | 4–1                                                 | Inferno de Columbia                                 | Kevin Colley                                        |
| 2004  | Steelheads de l'Idaho                               | 4–1                                                 | Everblades de la Floride                            | Dan Ellis                                           |
| 2005  | Titans de Trenton                                   | 4–2                                                 | Everblades de la Floride                            | Leon Hayward                                        |
| 2006  | Aces de l'Alaska                                    | 4–1                                                 | Gladiators de Gwinnett                              | Mike Scott                                          |
| 2007  | Steelheads de l'Idaho                               | 4–1                                                 | Bombers de Dayton                                   | Steve Silverthorn                                   |
| 2008  | Cyclones de Cincinnati                              | 4–2                                                 | Wranglers de Las Vegas                              | Cédrick Desjardins                                  |
| 2009  | Stingrays de la Caroline du Sud                     | 4–3                                                 | Aces de l'Alaska                                    | James Reimer                                        |
| 2010  | Cyclones de Cincinnati                              | 4–1                                                 | Steelheads de l'Idaho                               | Robert Mayer / Jeremy Smith                         |
| 2011  | Aces de l'Alaska                                    | 4–1                                                 | Wings de Kalamazoo                                  | Scott Howes                                         |
| 2012  | Everblades de la Floride                            | 4–1                                                 | Wranglers de Las Vegas                              | John Muse                                           |
| 2013  | Royals de Reading                                   | 4–1                                                 | Thunder de Stockton                                 | Riley Gill                                          |
| 2014  | Aces de l'Alaska                                    | 4–2                                                 | Cyclones de Cincinnati                              | Rob Madore                                          |
| 2015  | Americans d'Allen                                   | 4–3                                                 | Stingrays de la Caroline du Sud                     | Greger Hanson                                       |
| 2016  | Americans d'Allen                                   | 4–2                                                 | Nailers de Wheeling                                 | Chad Costello                                       |
| 2017  | Eagles du Colorado                                  | 4–0                                                 | Stingrays de la Caroline du Sud                     | Matt Register                                       |
| 2018  | Eagles du Colorado                                  | 4–3                                                 | Everblades de la Floride                            | Michael Joly                                        |
| 2019  | Growlers de Terre-Neuve                             | 4–2                                                 | Walleye de Toledo                                   | Zach O'Brien                                        |
| 2020  | Saison annulée en raison de la pandémie de Covid-19 | Saison annulée en raison de la pandémie de Covid-19 | Saison annulée en raison de la pandémie de Covid-19 | Saison annulée en raison de la pandémie de Covid-19 |
| 2021  | Komets de Fort Wayne                                | 3–1                                                 | Stingrays de la Caroline du Sud                     | Stephen Harper                                      |
| 2022  | Everblades de la Floride                            | 4–1                                                 | Walleye de Toledo                                   | Cam Johnson                                         |
| 2023  | Everblades de la Floride                            | 4–0                                                 | Steelheads de l'Idaho                               | Cam Johnson                                         |
| 2024  | Everblades de la Floride                            | 4–1                                                 | Mavericks de Kansas City                            | Oliver Chau                                         |
| 2025  | Lions de Trois-Rivières                             | 4–1                                                 | Walleye de Toledo                                   | Luke Cavallin                                       |